# Les Baroudeurs
Pour plus de détails, voir Fiche technique et Distribution.
Les Baroudeurs (titre original : You Can't Win 'Em All) est un film britannico-américain réalisé par Peter Collinson sorti le 14 août 1970 en France.

## Synopsis
Les aventures d'un vétéran britannique (Charles Bronson) de la Grande Guerre et d'un armateur américain (Tony Curtis) en Turquie, durant la guerre civile turque et la guerre gréco-turque de 1919-1922.

## Fiche technique
- Titre français : Les Baroudeurs
- Titre original : You Can't Win 'Em All
- Réalisation : Peter Collinson
- Scénario : Leo Gordon
- Photographie : Kenneth Higgins
- Montage : Raymond Poulton
- Musique : Bert Kaempfert
- Décors : Seamus Flannery
- Costumes : Dinah Greet, Leyla Suren et Masada Wilmot
- Maquillage : Freddie Williamson
- Casting: Rose Tobias Shaw
- Producteur : Gene Corman
- Producteurs associés : Harold Buck et Ali Cakus
- Société de production : Columbia Pictures
- Pays d'origine :  Royaume-Uni |  États-Unis
- Langue : Anglais
- Tournage : 21 juillet 1969 à octobre 1969
- Format : Couleur (Technicolor) — 35 mm — 2.35:1 — Son : Mono
- Genre : Comédie, Film d'aventure, Film d'action, Film de guerre
- Durée : 97 minutes
- Affiche : Jean Mascii (France)

## Distribution
- Tony Curtis (VF : Michel Roux) : Adam Dyer
- Charles Bronson (VF : Charles Millot) : Josh Corey
- Michèle Mercier (VF : Elle-même) : Aila
- Grégoire Aslan (VF : Lui-même) : Osman Bey
- Fikret Hakan (en) (VF : Jean Berger) : Colonel Elçi
- Salih Güney (en) (VF : Albert Augier) : Capitaine Enver
- Patrick Magee (VF : Aram Stephan) : Mustapha Kayan (en réalité Mustafa Kemal Pacha)
- Tony Bonner : Reese
- John Acheson (en) (VF : Jean Berger) : Davis
- Yuksel Gozen (VF : Gérard Hernandez) : Capitaine Kyriakos Papadopoulos
- Horst Janson: Wollen
- Leo Gordon : Bolek
- Reed De Rouen : Premier-maître de l'U.S. Navy
- Paul Stassino : Major
- John Alderson : Major